# Cochranella tangarana
Cochranella tangarana är en groddjursart som beskrevs av William Edward Duellman och Schulte 1993. Cochranella tangarana ingår i släktet Cochranella och familjen glasgrodor. Inga underarter finns listade i Catalogue of Life.